# Rábort
Rábort (németül Rauchwart im Burgenland) község Ausztriában Burgenland (magyarul Felsőőrvidék) tartományban a Németújvári járásban.

## Fekvése
Németújvártól 12 km-re északnyugatra, a Strém bal partján fekszik.

## Története
Eredetileg Őr volt a neve, és határőrtelepülés volt. Később németek települtek ide és ekkor ennek fordítása Wart lett a neve, amely elé jelzőként a rauch (= füst) került, annak jeleként, hogy az őrök füstjelzéseket adtak egymásnak. Mai magyar neve a németből lett. Egykor vaslelőhely volt. 1600-ban "Ewr" alakban említik először, német neve 1676-ban bukkan fel az írott forrásokban. A Batthyány család birtoka volt, Németújvár uradalmához tartozott.
Vályi András szerint " RAUBART. Német falu Vas Vármegyében, földes Ura Gróf Batthyáni Uraság, lakosai katolikusok, fekszik Puszta Sz. Mihályhoz nem meszsze, mellynek filiája; földgye termékeny, legelője elég, fája van mind a’ kétféle, réttyei jók, de néha az áradások károsíttyák; szőlőhegye, és gyümöltsös kertyei is vannak, Stájer-Ország mellett fekszik, a’ hol keresetre módgyok van, első osztálybéli."
Fényes Elek szerint " Rauchwart, német falu, Vas vmegyében, a németujvári uradalomban, 618 kath. lak. Földe nehéz mivelésü; szőlője és gyümölcs kertjei vannak."
Vas vármegye monográfiája szerint " Rábort, 134 házzal és 886 r. kath. és ág. ev. vallású, németajkú lakossal. Postája Puszta-Szent-Mihály, távírója Német-Ujvár. Birtokosok a Batthyányak."
1910-ben 1031 lakosából 973 német, 51 magyar, 7 egyéb nemzetiségű volt. A trianoni békeszerződésig Vas vármegye Németújvári járásához tartozott. 1921-ben Ausztria Burgenland tartományának része lett. 2001-ben 464 lakosa volt, melyből 455 német, 2 magyar, 7 egyéb nemzetiségű volt.

## Nevezetességei
- Szent István tiszteletére szentelt római katolikus temploma Pusztaszentmihály filiája.
- Határában fürdésre is alkalmas tó található, melyhez kemping és sportpályák tartoznak.

## Külső hivatkozások
- Hivatalos oldal
- Rábort a dél-burgenlandi települések honlapján
- Rábort az Osztrák Statisztikai Hivatal honlapján
- Geomix.at Archiválva 2009. augusztus 4-i dátummal a Wayback Machine-ben